# La Chapelle-Montlinard
Pour les articles homonymes, voir La Chapelle et Montliard.
La Chapelle-Montlinard est une commune française située dans le département du Cher, en région Centre-Val de Loire.

## Géographie

### Communes limitrophes
Les communes limitrophes sont  Argenvières, Herry, La Charité-sur-Loire, Mesves-sur-Loire et Saint-Martin-des-Champs.
| Herry                   |                        | Mesves-sur-Loire Nièvre     |
| Saint-Martin-des-Champs | La Chapelle-Montlinard | La Charité-sur-Loire Nièvre |
|                         | Argenvières            |                             |

### Hydrographie

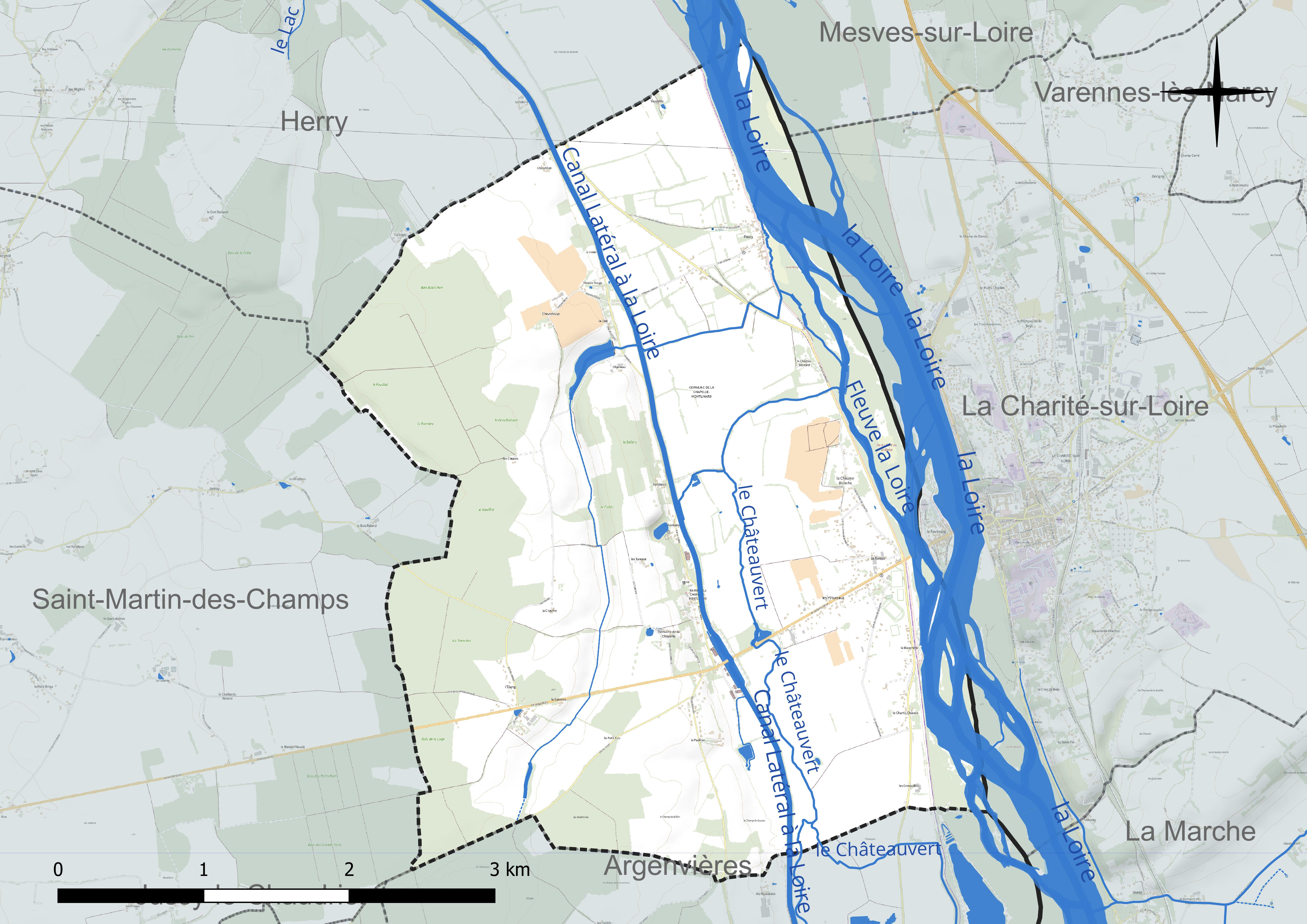
Carte hydrographique de la commune.

La commune est limitée à l'est par le fleuve la Loire et est traversée par le Canal latéral à la Loire.
Le ruisseau de Chateauvert y conflue dans la Loire.

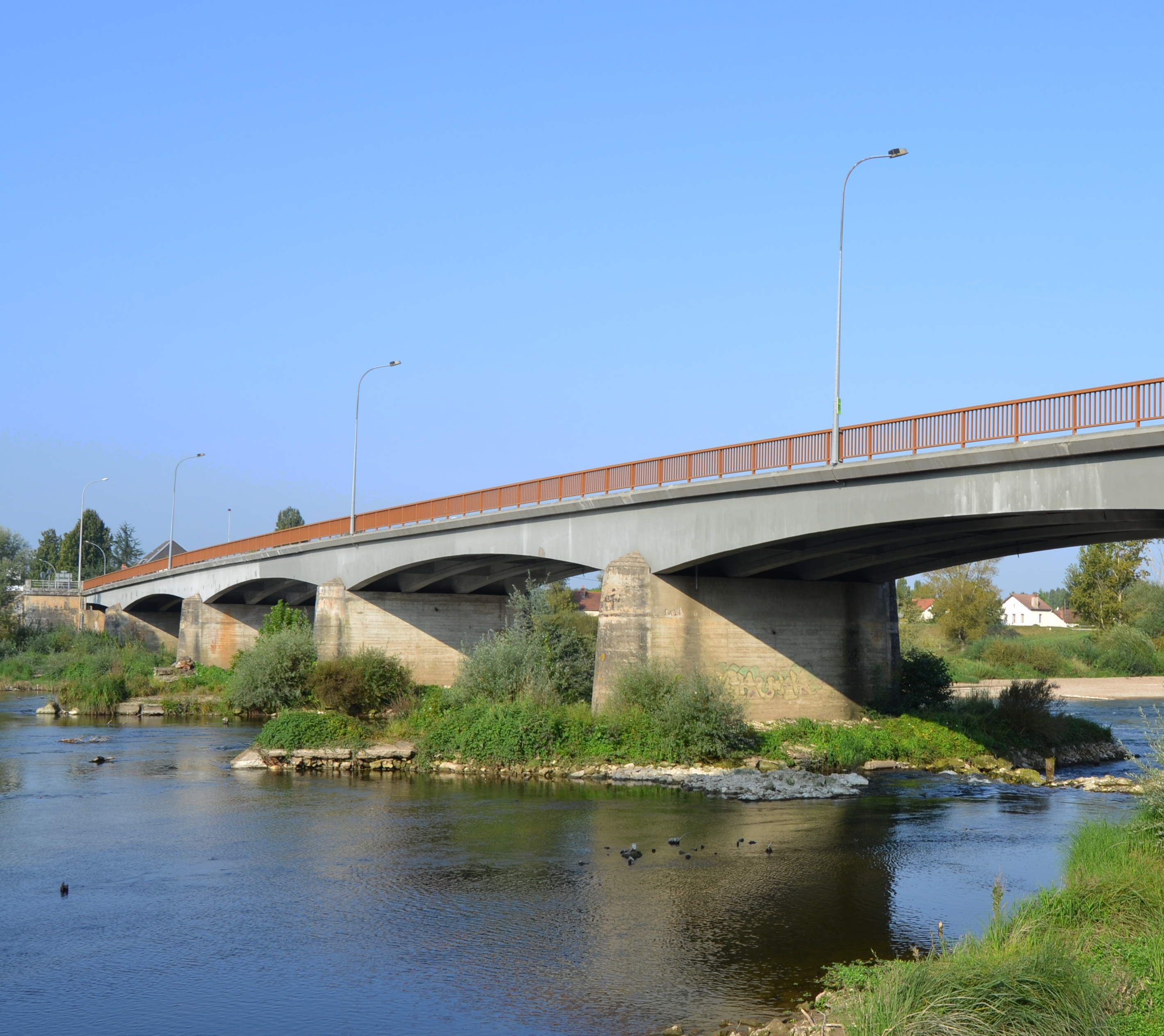
Le nouveau pont sur la Loire, en grande partie sur la commune.
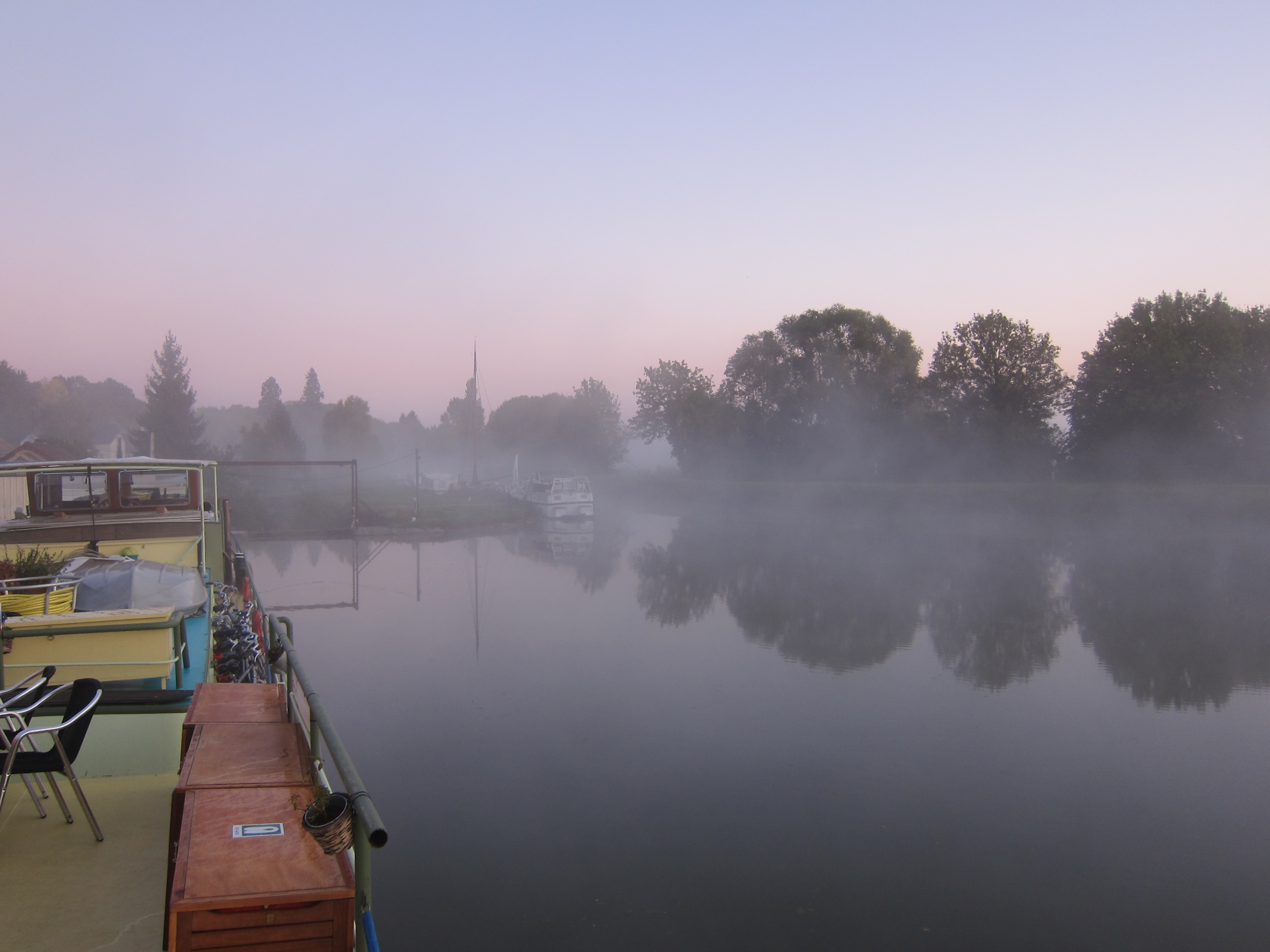
Le canal.

### Climat
Pour des articles plus généraux, voir Climat du Centre-Val de Loire et Climat du Cher.
En 2010, le climat de la commune est de type climat océanique dégradé des plaines du Centre et du Nord, selon une étude du CNRS s'appuyant sur une série de données couvrant la période 1971-2000. En 2020, Météo-France publie une typologie des climats de la France métropolitaine dans laquelle la commune est exposée à un climat océanique altéré et est dans la région climatique Centre et contreforts nord du Massif Central, caractérisée par un air sec en été et un bon ensoleillement.
Pour la période 1971-2000, la température annuelle moyenne est de 11 °C, avec une amplitude thermique annuelle de 15,7 °C. Le cumul annuel moyen de précipitations est de 772 mm, avec 11,6 jours de précipitations en janvier et 7,5 jours en juillet. Pour la période 1991-2020, la température moyenne annuelle observée sur la station météorologique la plus proche, située sur la commune de Guérigny à 18 km à vol d'oiseau, est de 11,7 °C et le cumul annuel moyen de précipitations est de 910,8 mm,. Pour l'avenir, les paramètres climatiques de la commune estimés pour 2050 selon différents scénarios d'émission de gaz à effet de serre sont consultables sur un site dédié publié par Météo-France en novembre 2022.

## Urbanisme

### Typologie
Au 1er janvier 2024, La Chapelle-Montlinard est catégorisée commune rurale à habitat dispersé, selon la nouvelle grille communale de densité à 7 niveaux définie par l'Insee en 2022.
Elle est située hors unité urbaine. Par ailleurs la commune fait partie de l'aire d'attraction de Nevers, dont elle est une commune de la couronne,. Cette aire, qui regroupe 93 communes, est catégorisée dans les aires de 50 000 à moins de 200 000 habitants,.

### Occupation des sols

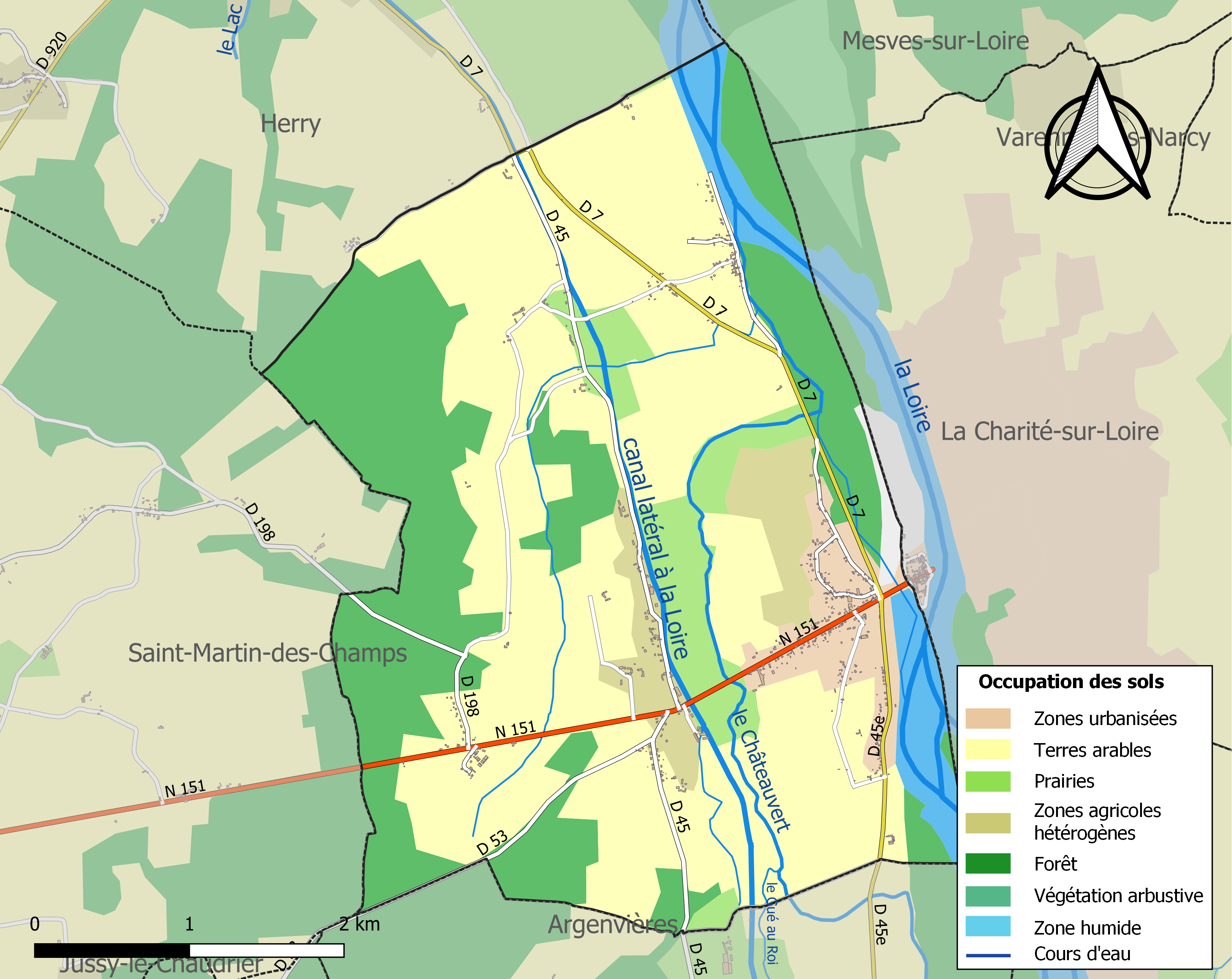
Carte des infrastructures et de l'occupation des sols de la commune en 2018 (CLC).

L'occupation des sols de la commune, telle qu'elle ressort de la base de données européenne d’occupation biophysique des sols Corine Land Cover (CLC), est marquée par l'importance des territoires agricoles (63,4 % en 2018), en diminution par rapport à 1990 (65,9 %). La répartition détaillée en 2018 est la suivante : 
terres arables (51,3 %), forêts (27,1 %), prairies (6,7 %), zones agricoles hétérogènes (5,3 %), zones urbanisées (4,5 %), eaux continentales (4,5 %), espaces ouverts, sans ou avec peu de végétation (0,5 %).
L'évolution de l’occupation des sols de la commune et de ses infrastructures peut être observée sur les différentes représentations cartographiques du territoire : la carte de Cassini (XVIIIe siècle), la carte d'état-major (1820-1866) et les cartes ou photos aériennes de l'IGN pour la période actuelle (1950 à aujourd'hui).

### Habitat et logement
En 2020, le nombre total de logements dans la commune était de 314, alors qu'il était de 306 en 2015 et de 295 en 2010.
Parmi ces logements, 73,3 % étaient des résidences principales, 15,6 % des résidences secondaires et 11,1 % des logements vacants. Ces logements étaient pour 98,7 % d'entre eux des maisons individuelles et pour 1,3 % des appartements.
Le tableau ci-dessous présente la typologie des logements à la La Chapelle-Montlinard en 2020 en comparaison avec celle du Cher et de la France entière. Une caractéristique marquante du parc de logements est ainsi une proportion de résidences secondaires et logements occasionnels (15,6 %) supérieure à celle du département (7,6 %) et à celle de la France entière (9,7 %). Concernant le statut d'occupation de ces logements, 89,1 % des habitants de la commune sont propriétaires de leur logement (84,9 % en 2015), contre 67,1 % pour le Cher et 57,5 pour la France entière.
| Typologie                                               | La Chapelle-Montlinard | Cher | France entière |
| ------------------------------------------------------- | ---------------------- | ---- | -------------- |
| Résidences principales (en %)                           | 73,3                   | 79,5 | 82,1           |
| Résidences secondaires et logements occasionnels (en %) | 15,6                   | 7,6  | 9,7            |
| Logements vacants (en %)                                | 11,1                   | 12,9 | 8,2            |

### Risques naturels et technologiques
Le territoire de la commune de La Chapelle-Montlinard est vulnérable à différents aléas naturels : météorologiques (tempête, orage, neige, grand froid, canicule ou sécheresse), inondations, mouvements de terrains et séisme (sismicité très faible). Il est également exposé à deux risques technologiques, le transport de matières dangereuses et la rupture d'un barrage. Un site publié par le BRGM permet d'évaluer simplement et rapidement les risques d'un bien localisé soit par son adresse soit par le numéro de sa parcelle.

#### Risques naturels
Certaines parties du territoire communal sont susceptibles d’être affectées par le risque d’inondation par débordement de cours d'eau, notamment le canal latéral à la Loire, la Loire et le Châteauvert. La commune a été reconnue en état de catastrophe naturelle au titre des dommages causés par les inondations et coulées de boue survenues en 1982, 1999, 2001 et 2003,.

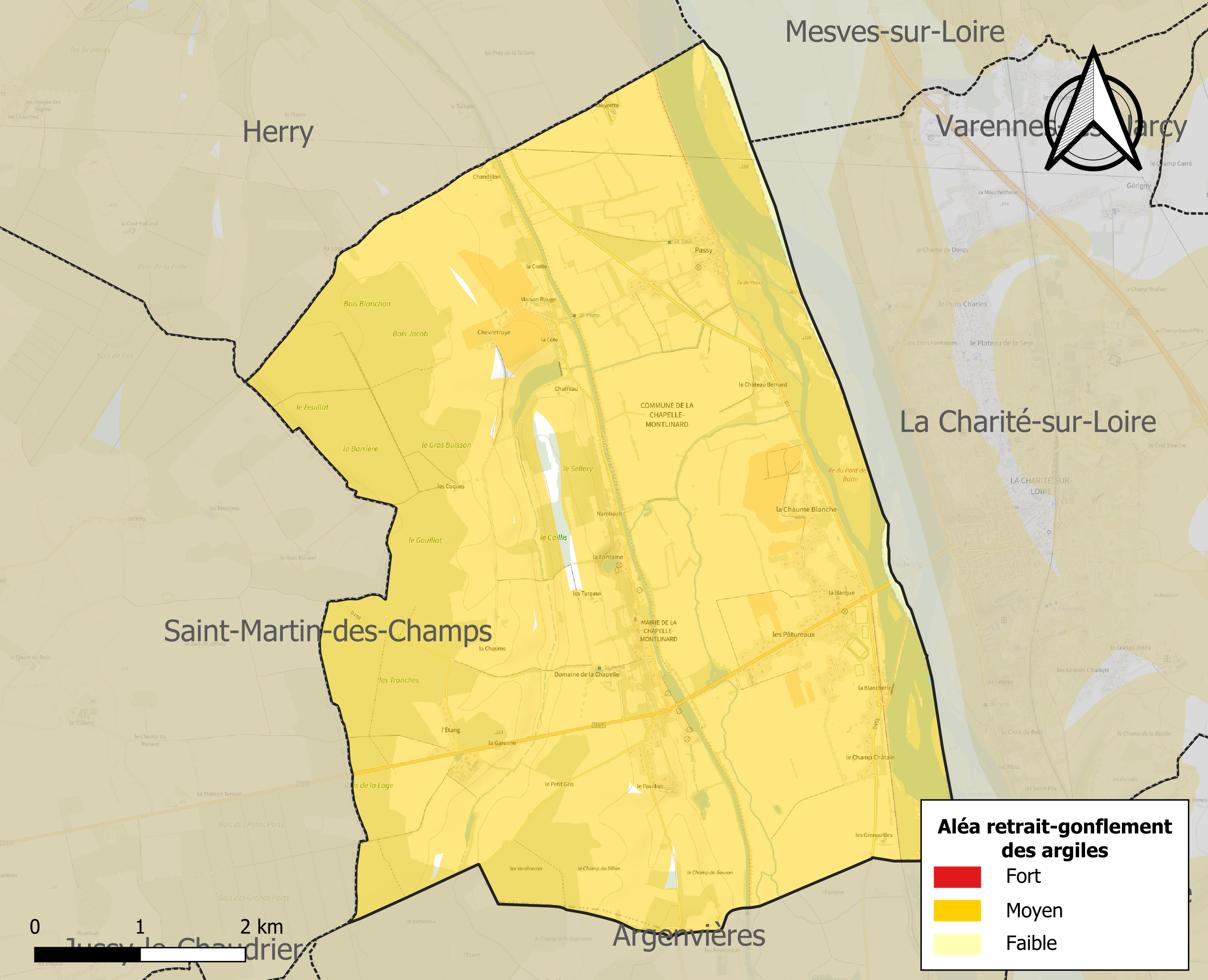
Carte des zones d'aléa retrait-gonflement des sols argileux de La Chapelle-Montlinard.

La commune est vulnérable au risque de mouvements de terrains constitué principalement du retrait-gonflement des sols argileux. Cet aléa est susceptible d'engendrer des dommages importants aux bâtiments en cas d’alternance de périodes de sécheresse et de pluie. 99,1 % de la superficie communale est en aléa moyen ou fort (90 % au niveau départemental et 48,5 % au niveau national). Sur les 306 bâtiments dénombrés sur la commune en 2019, 306 sont en aléa moyen ou fort, soit 100 %, à comparer aux 83 % au niveau départemental et 54 % au niveau national. Une cartographie de l'exposition du territoire national au retrait gonflement des sols argileux est disponible sur le site du BRGM,.
Concernant les mouvements de terrains, la commune a été reconnue en état de catastrophe naturelle au titre des dommages causés par la sécheresse en 2019 et par des mouvements de terrain en 1999.

#### Risques technologiques
Le risque de transport de matières dangereuses sur la commune est lié à sa traversée par des infrastructures routières ou ferroviaires importantes ou la présence d'une canalisation de transport d'hydrocarbures. Un accident se produisant sur de telles infrastructures est en effet susceptible d’avoir des effets graves au bâti ou aux personnes jusqu’à 350 m, selon la nature du matériau transporté. Des dispositions d’urbanisme peuvent être préconisées en conséquence.
Une partie du territoire de la commune est en outre située en aval d'une digue. À ce titre elle est susceptible d’être touchée par l’onde de submersion consécutive à la rupture de cet ouvrage.

## Toponymie

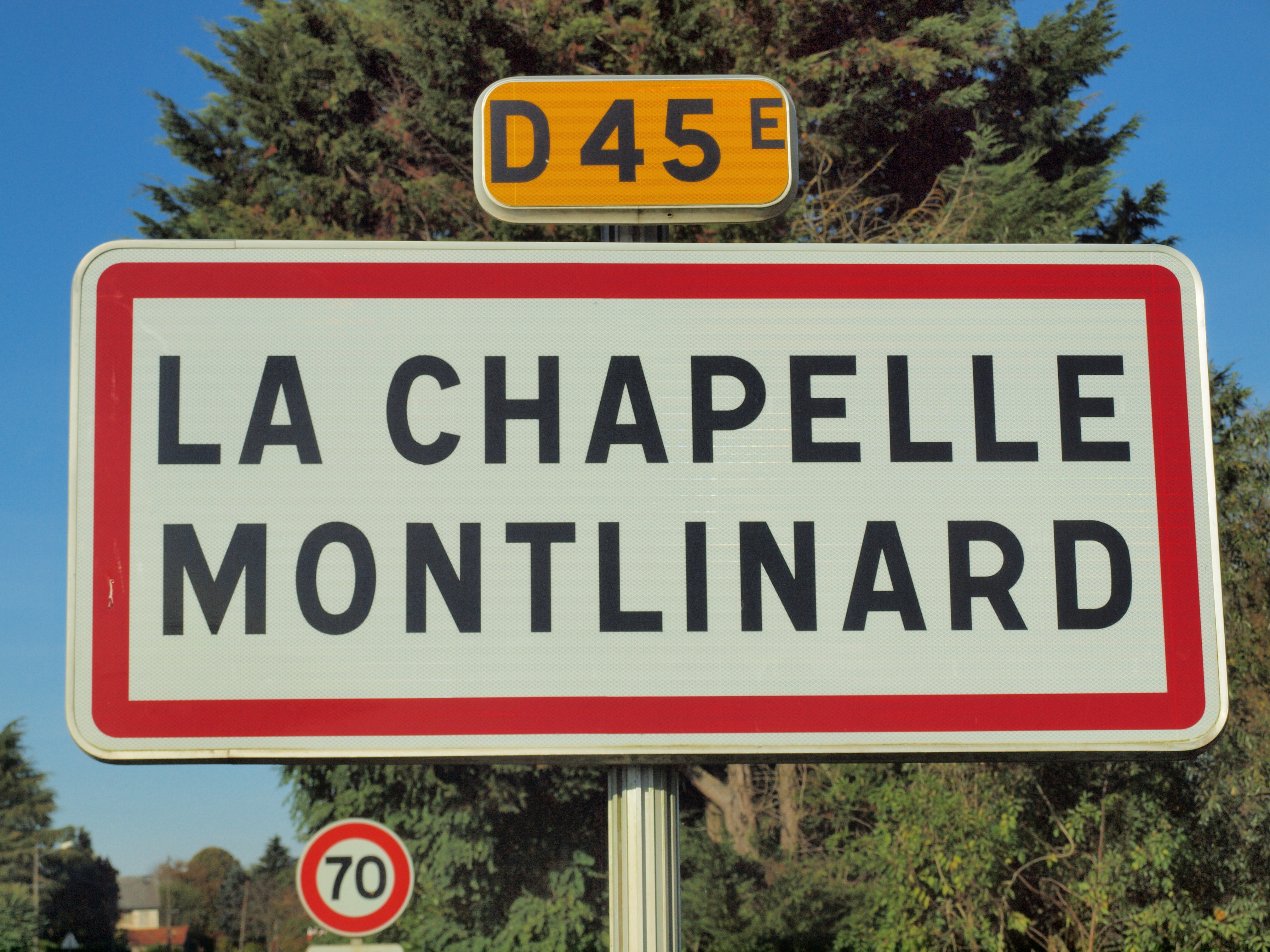

Mont = hauteur, et Linard = Léonard, nom de personne d’origine latine, lion, et germanique, hard = dur, fort. La chapelle située sur la hauteur appartenant à Linard.
Mons Linaredi de Capella, 1106 (Cartulaire du prieuré de La Charité-sur-Loire, p. 112) ; La Chapelle Montlinard, 1147 (Archives Départementales de la Nièvre-H 27, fol. 257 v°) ; Villa Capelle de Molinart, 1256 (Archives Départementales du Cher-11 G, chapitre de Sancergues) ; Mons Leonardi, 1287 (Archives Départementales de la Nièvre-G, terrier de l’évêche de Nevers) ; Capella Montis Leonardi, 1478 (Pouillé de Sens, p. 525) ; La Chapelle Mont Lynard, 1503 (Archives Départementales du Cher-11 G, chapitre de Sancergues) ; Terra de Capella Montis Leonardi, 1508 (Pouillé de Nevers) ; La Chapelle Molinard, 1763 (Archives Départementales du Cher-C, Intendance de Berry) ; La Chapelle Molinard, 1763 (A.D. 18-C, Intendance de Berry) ; La Chapelle Monlinard, novembre 1788 (Archives Départementales du Cher-C 1109, Élection de La Charité-sur-Loire) ; La Chapelle Mont Linard, XVIIIe siècle s. (Carte de Cassini).
Au cours de la Révolution française, la commune porta provisoirement le nom de Montlinard

## Histoire

### Moyen Âge
La paroisse saint-Léonard dépendait du prieuré de La Charité-sur-Loire. D'après les bulles de 1107 et 1144, elle était du diocèse de Bourges, mais depuis longtemps elle faisait partie de celui de Nevers. L'élévation qui devint l'origine du nom fut sans doute la pente assez rapide qui domine cette localité.
Il a existé au nord de La Chapelle-Montlinard un autre sanctuaire signalé dès 1107 et 1144 sous le nom de Ecclesia Sancti juxta pontem Ligeris.
Le pont de La Charité-sur-Loire existait dès 1176 et constituait un passage important sur la Loire. Dans le cours de l'histoire, ce passage fut disputé de façon la plus terrible, notamment pendant la guerre de Cent Ans

### Temps modernes

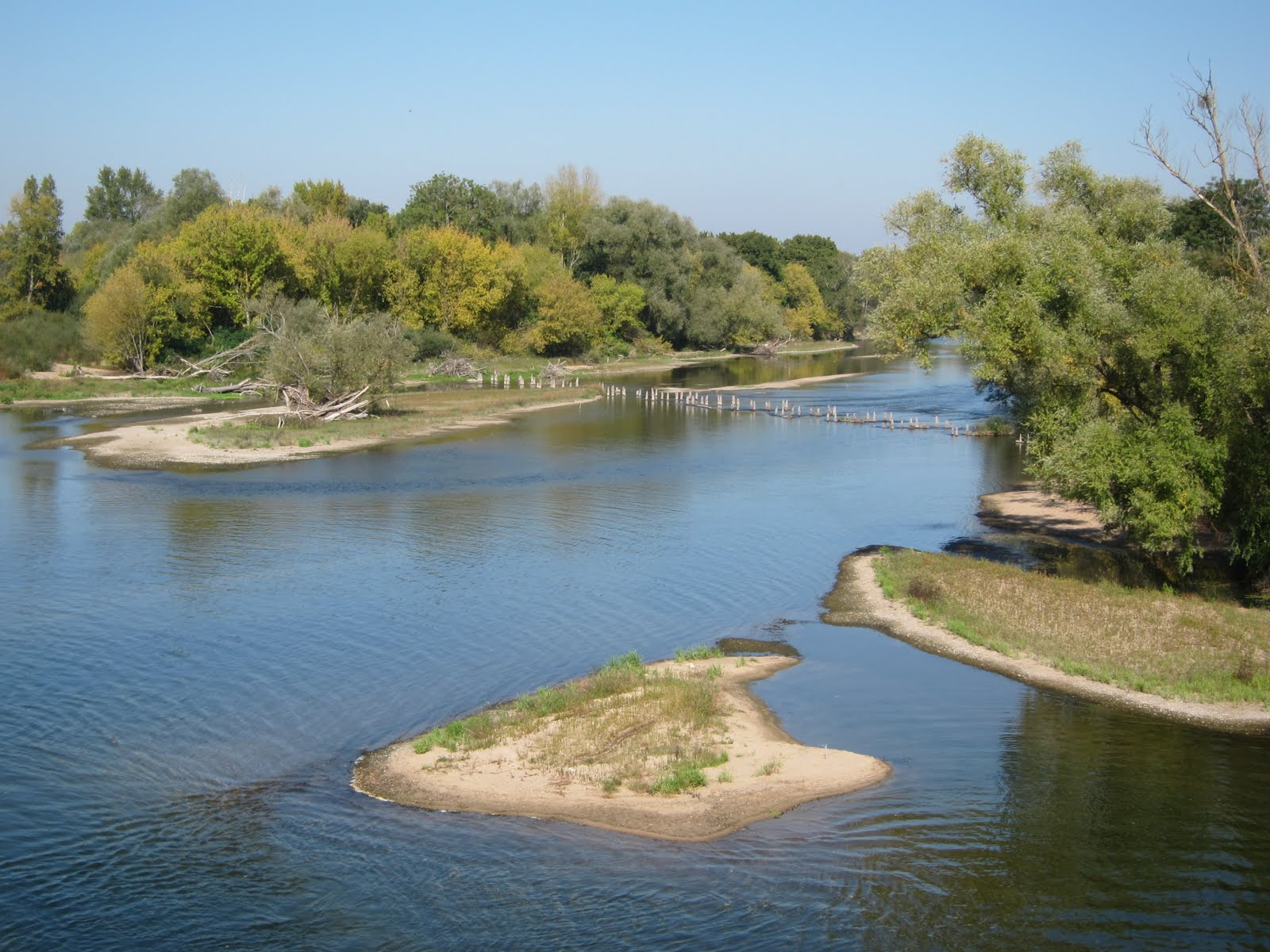
Vestiges des piles de l'ancien pont en bois en 2011.

Il est prétendu que le pont était en bois jusqu'en 1520 et qu'il est alors reconstruit en pierre.
Pendant les guerres de religion, le pont sert il servit à Vulfang, duc de Deux-Ponts, pour faire pénétrer en Berry ses reîtres qui y commentent d'affreux ravages.
En 1667, le pont se nommait le pont du Roy et le seigneur de Précy était affranchi du péage.

### Révolution française et Empire
La chapelle Saint-Sulpice, qui figurait sur la carte de Cassini, est vendue sous la Révolution française, le 18 germinal an VII (7 avril 1799) ; elle appartenait alors à la fabrique de La Chapelle-Montlinard. Elle figure
En 1789, le pont a été emporté par une crue et on projetait de le rétablir provisoirement en bois. Il  est reconstruit en pierre, suivant une ligne brisée, et subsiste encore sur le grand bras de la Loire. Le pont sur le petit bras vers la rive berrichonne, est coupé, dit-on, par les armées impériales réfugiées derrière la Loire en 1815, puis remplacé par un pont suspendu et enfin, sous le second Empire, par un pont en fer, qui laisse inoccupées un certain nombre de piles ; les bases sont encore visibles à fleur d'eau.
Sur le grand pont était établie une chapelle consacrée à saint Nicolas, patron des nautes de la Loire. Ce sanctuaire a disparu, mais une croix sur le même emplacement rappelle son souvenir et porte le même nom. Ce devait être un petit oratoire construit sur un des éperons.

## Politique et administration

### Rattachements administratifs et électoraux

#### Rattachements administratifs
La commune se trouve depuis 1926 dans l'arrondissement de Bourges du département de du Cher.
Elle faisait partie depuis 1793 du canton de Sancergues. Dans le cadre du redécoupage cantonal de 2014 en France, cette circonscription administrative territoriale a disparu, et le canton n'est plus qu'une circonscription électorale.

#### Rattachements électoraux
Pour les élections départementales, la commune fait partie depuis 2014 du canton d'Avord
Pour l'élection des députés, elle fait partie de la troisième circonscription du Cher.

### Intercommunalité
La Chapelle-Montlinard était membre de la communauté de communes du Pays charitois, un établissement public de coopération intercommunale (EPCI) à fiscalité propre créé fin 2000 et auquel la commune avait transféré un certain nombre de ses compétences, dans les conditions déterminées par le code général des collectivités territoriales.
Dans le cadre des dispositions de la loi portant nouvelle organisation territoriale de la République du 7 août 2015, qui prévoit que les établissements publics de coopération intercommunale (EPCI) à fiscalité propre doivent avoir un minimum de 15 000 habitants, cette intercommunalité a fusionné avec ses voisines pour former, le 1er janvier 2017, la communauté de communes Les Bertranges, dont est désormais membre la commune. C'est d'ailleurs la seule commune de cette intercommunalité située dans le Cher.

### Liste des maires
| Période                                  | Période                       | Identité          | Étiquette | Qualité                                               |
| ---------------------------------------- | ----------------------------- | ----------------- | --------- | ----------------------------------------------------- |
| Les données manquantes sont à compléter. |                               |                   |           |                                                       |
|                                          |                               |                   |           |                                                       |
| avant 1995                               |                               | Jean Larive       | DVD       |                                                       |
|                                          |                               |                   |           |                                                       |
|                                          | novembre 2005                 | André Simonin     |           | Mort en fonction                                      |
| 2005                                     | mai 2023                      | Jacques Brunet    |           | Agriculteur sur moyenne exploitation Mort en fonction |
| septembre 2023                           | En cours (au 13 janvier 2024) | Bernadette Daroux |           | Clerc de notaire retraitée                            |

## Population et société

### Démographie
L'évolution du nombre d'habitants est connue à travers les recensements de la population effectués dans la commune depuis 1793. Pour les communes de moins de 10 000 habitants, une enquête de recensement portant sur toute la population est réalisée tous les cinq ans, les populations de référence des années intermédiaires étant quant à elles estimées par interpolation ou extrapolation. Pour la commune, le premier recensement exhaustif entrant dans le cadre du nouveau dispositif a été réalisé en 2007.

En 2022, la commune comptait 490 habitants, en évolution de +2,51 % par rapport à 2016 (Cher : −2,48 %, France hors Mayotte : +2,11 %).
| 1793 | 1800 | 1806 | 1821 | 1831 | 1836 | 1841 | 1846 | 1851 |
| ---- | ---- | ---- | ---- | ---- | ---- | ---- | ---- | ---- |
| 361  | 316  | 274  | 319  | 361  | 369  | 401  | 428  | 463  |

| 1856 | 1861 | 1866 | 1872 | 1876 | 1881 | 1886 | 1891 | 1896 |
| ---- | ---- | ---- | ---- | ---- | ---- | ---- | ---- | ---- |
| 419  | 492  | 505  | 516  | 538  | 558  | 574  | 604  | 563  |

| 1901 | 1906 | 1911 | 1921 | 1926 | 1931 | 1936 | 1946 | 1954 |
| ---- | ---- | ---- | ---- | ---- | ---- | ---- | ---- | ---- |
| 531  | 569  | 611  | 577  | 568  | 567  | 557  | 531  | 527  |

| 1962 | 1968 | 1975 | 1982 | 1990 | 1999 | 2006 | 2007 | 2012 |
| ---- | ---- | ---- | ---- | ---- | ---- | ---- | ---- | ---- |
| 485  | 477  | 497  | 515  | 506  | 494  | 495  | 495  | 499  |

| 2017 | 2022 | - | - | - | - | - | - | - |
| ---- | ---- | - | - | - | - | - | - | - |
| 471  | 490  | - | - | - | - | - | - | - |

## Culture locale et patrimoine

### Lieux et monuments
- Église Saint-Léonard
- Le nouveau pont de la Charité, portant la RN 151.
- Château Gaillard
- Un chêne, classé arbre remarquable de France[28], est visible au lieu-dit Domaine de la Chapelle. Sa circonférence à la base est proche de 10 m[19].
- Arboretum de 6 ha, un conservatoire de plantes (près de 2000 espèces et cultivars rares) comprenant trois collections nationales de liquidambar, de tilleuls et de ginkgo biloba[19],[29].

### Personnalités liées à la commune
- Marcel Barbot, député de la Nièvre y est né en 1907.

## Pour approfondir